# Ягода Шахпаска
Ягода Шахпаска (на македонска литературна норма: Јагода Шахпаска) е лекарка и политичка, министър на труда и социалната политика на Северна Македония от 30 август 2020 година.

## Биография
Родена е на 18 март 1964 г. в битолското село Тепавци. През 1988 г. завършва Медицинския факултет на Скопския университет. Между 2003 и 2007 г. специализира вътрешна медицина в същия университет. През 2007 г. завършва обучение по абдоминална ултрасонография и ехокардиография в УМБАЛ „Св. Георги“ в Пловдив. От 1992 г. е здравен и санитарен инспектор на Община Делчево и Македонска Каменица. Същевременно до 2003 г. е общопрактикуващ лекар в Спешна медицинска помощ в Здравния център в Пехчево. В периода 2007 – 2014 г. е специалист по вътрешна медицина в Здравния център в Пехчево. Между 2009 и 2013 г. е член на Съвета на община Берово и координатор на групата на съветниците на СДСМ.
От 2014 до 2016 година е депутат в Събранието на Република Македония, където е член на Комисията по труд и социална политика, Националния съвет за евроинтеграция и Комисията за европейски въпроси и председател на Комисията за здравеопазване.
Депутат е и в следващото събрание от 2016 година, а от юни 2018 г. гостува в немския Бундестаг по прогама за депутати от страните от Западните Балкани. На 30 август 2020 г. е избрана за министър на труда и социалната политика на Северна Македония.